# Fémový soud

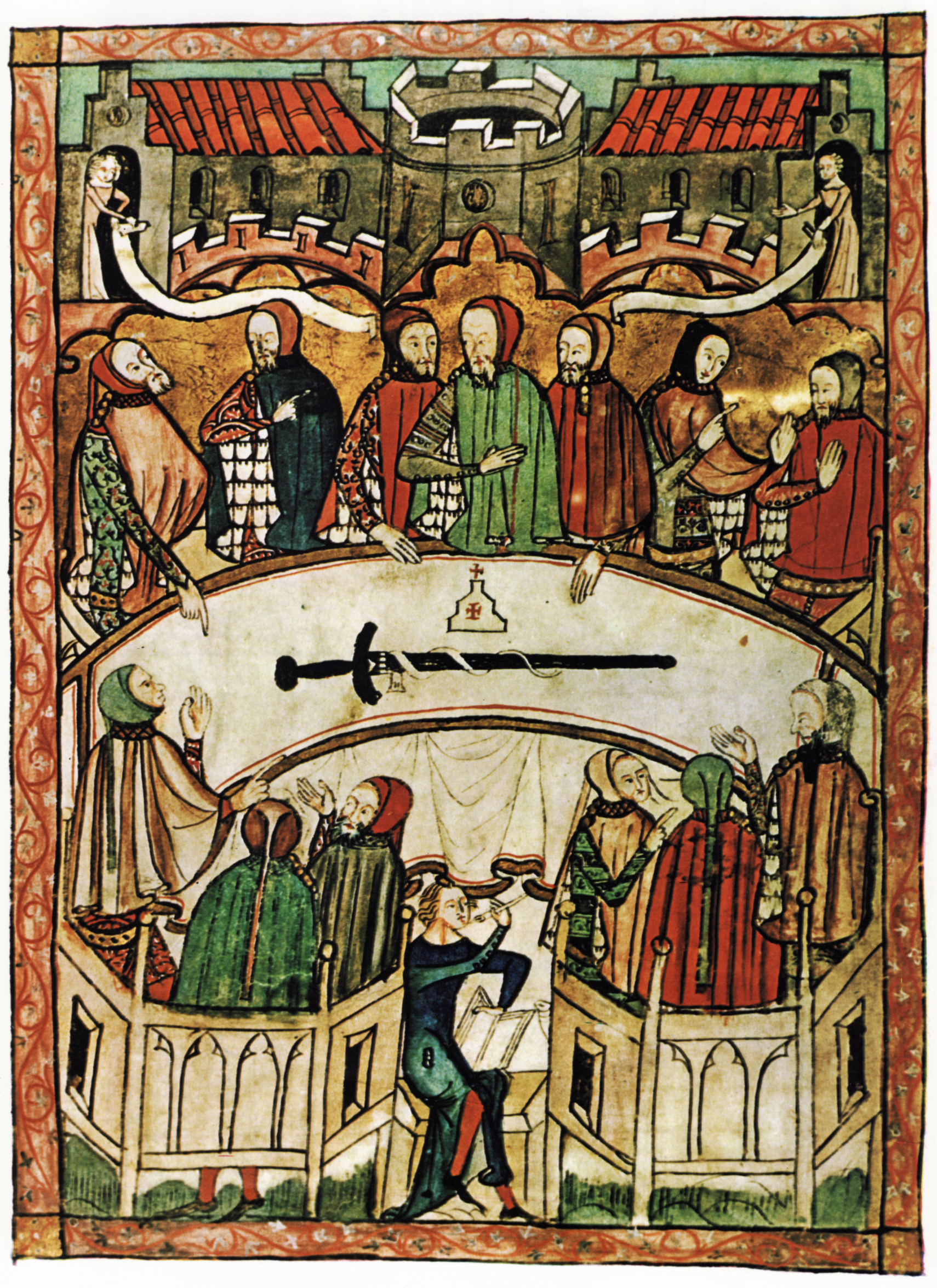
Fémový soud na miniatuře v Herfordské právní knize (asi 1375)

Fémový soud či féma je druh tajného soudu, jehož kořeny sahají až do 13. století do Vestfálska, odkud se rozšířil do jiných německy mluvících zemí. Název pochází ze staré dolnoněmčiny.

## Historie
Po vymření rodu Štaufů (v roce 1268) nastalo ve Svaté říši římské dvacetileté období bezvládí, jež znamenalo konec ambiciózních plánů na sjednocení všech německých zemí a Itálie. Skončilo také držení dědičného císařského titulu v jednom rodě. Opětovně se ho podařilo obnovit až mnohem později Habsburkům.
V nastalém období docházelo ke zneužívání moci šlechtou, takže vznikly tajné soudy, které trestaly nejkřiklavější případy. Byl-li někdo předvolán, měl dvě možnosti: uprchnout, a tím se prakticky usvědčit, anebo se dostavit a obhájit se. Kdo se neobhájil, byl oběšen. Soudci zasedali výhradně v noci a svou totožnost skrývali pod maskami. Specifickým rysem tohoto soudu bylo, že výkonem trestu byl pověřen jeden z jeho členů, většinou vybraný losem. Názory současníků byly zpravidla příznivé, protože strach z odsouzení fémou bránil nejhorším výstřelkům. Dnes by se patrně řeklo, že brát spravedlnost do vlastních rukou je protiprávní (nehledě k nepřítomnosti obhájce a tomu, že platila spíš presumpce viny), ale v Německu dlouho převažovalo zvykové právo, které bylo k podobným věcem benevolentnější než právo římské. Pravda je, že takovýto systém znamenal určité pokušení ke zneužívání moci, ale soudci se zřejmě kontrolovali navzájem. Jelikož nebyla známa identita soudců, těžko říci, kdo jimi byl, ale pravděpodobně to museli být lidé z vyšších vrstev společnosti. Tyto soudy utlumily svou činnost za Lucemburků, kdy se právní stav v říši zlepšil, ale možná nezanikly úplně.
Pokud bychom věřili líčení kronikáře Otakara Štýrského, nese některé prvky fémové vraždy smrt českého krále Václava III. Kronikář označuje za vraha Holena z Vildsteinu (Odolena z Vlčtejna). Vraždě prý předcházela tajná schůzka dvanácti šlechticů a rozsudek měl vykonat ten, kdo hodí kostkou dvojku. Důvodem měla být poprava bratra jednoho ze spiklenců.
Tzv. pěstní právo Karel IV. omezil, ale bez pomoci svých poddaných by zůstal osamocen. Podporoval tedy vznik Landfriedenseinigungen, počeštěně landfrídů. V zásadě šlo o spolky šlechty a měst, zaměřených proti rušitelům zemského míru. V Čechách nabyly na významu o něco později, za husitských válek. Říšský zákoník Kaiserliches Rechtsbuch, s nímž byl Karel IV. evidentně úspěšnější než se zákoníkem Majestas Carolina v Čechách, se sice zabýval především volbou římského krále, ale obsahoval i definici soukromé války (Fehde). Dále obsahoval zákaz vytvářet spolky měst, udílení městského práva osobám, které ve městě nesídlily a také nezákonné vybírání mýta.
Poslední právní dokument, který fémové soudy výslovně zmiňuje, je zákoník vestfálského krále Jeroma Bonaparta z roku 1807.

### Fémové vraždy
Ve 20. století jsou jako fémové popravy definovány tajné vraždy politických protivníků na základě ilegálního rozsudku. Fémové vraždy se odehrávaly zejména v Německu, některé takové případy se ale podle novináře Waltera Tschuppika  odehrály i v Rakousku nebo Československu.
Jednou z vražd, kterou Tschuppik označil za fémovou, byla vražda dr. Theodora Lessinga, německého antinacisty židovského původu, která se udála 30. 8. 1933 v Mariánských Lázních, kam se uchýlil. Podle Tschuppika se jednalo o vraždu "důkladně připravenou v úřadě bavorského státního ministra Essera". O tomto případu byl natočen film Výstřely v Mariánských Lázních.
Inženýr Rudolf Formis, který také uprchl z Německa před nacisty a provozoval tajnou vysílačku v hotelu Záhoří (dnes je na tomto místě hráz Slapské přehrady), byl zabit 23. ledna 1935. Stejně jako v předešlém případě vrahové našli azyl v Německu.
Tyto dva případy nelze považovat za skutečné fémové vraždy, protože se udály nejen s vědomím, ale i přímou podporou vysoce postavených nacistů v Německu.
Třetí případ se udál na severní Moravě, kde působila ilegální skupina Hnědých bojovníků (Braune Kampfer). Jejich obětí se stal odpůrce nacistické strany Franz Josef Hroch 24. 9. 1938. Po válce byl v Německu z jeho vraždy obviněn Herbert Winkler, avšak pro nedostatek důkazů byl propuštěn.